# Борки (Выборгский район)
Борки (до 1948 — Койрала, фин. Koirala) — посёлок в Красносельском сельском поселении Выборгского района Ленинградской области.

## Название
Топоним Койрала образован от антропонима.
По постановлению общего собрания граждан зимой 1948 года деревня Койрала получила наименование Борки. 
Переименование было закреплено указом Президиума ВС РСФСР от 13 января 1949 года.

## История

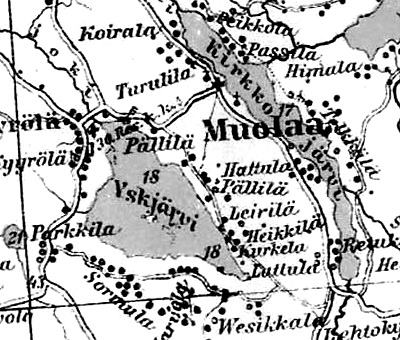
Деревня Койрала на финской карте 1923 года

До 1939 года деревня Койрала входила в состав волости Муолаа Выборгской губернии Финляндской республики.
С 13 января 1949 года деревня Койрала учитывается административными данными как посёлок Борки. В ходе укрупнения к деревне были присоединены соседние селения Мяттянен и Турулила.
Согласно данным 1966 года посёлок Борки входил в состав Правдинского сельсовета.
Согласно данным 1973 и 1990 годов посёлок Борки входил в состав Красносельского сельсовета.
В 1997 году в посёлке Борки Красносельской волости проживал 1 человек, в 2002 году — 10 человек (все русские).
В 2007 году в посёлке Борки Красносельского СП проживал 1 человек, в 2010 году — 12 человек.

## География
Посёлок расположен в восточной части района на автодороге 41К-452 (Климово — Правдино).
Расстояние до административного центра поселения — 8 км. 
Расстояние до ближайшей железнодорожной станции Кирилловское — 32 км. 
Посёлок находится на западном берегу Правдинского озера.

## Демография
| 2007 | 2010 | 2017 | 2021 |
| ---- | ---- | ---- | ---- |
| 1    | ↗12  | ↘1   | ↗101 |

## Улицы
Дачная, Лесная, Озёрная, Правдинская, Ягодная.